# Carlos Santos de Jesus
Carlos Santos de Jesus, meglio noto come Carlos (San Paolo, 25 febbraio 1985), è un calciatore brasiliano, difensore svincolato.

## Carriera
Ha giocato nella massima serie dei campionati croato, cinese, saudita, iraniano e thailandese.